# Поморский проезд
Помо́рский прое́зд — улица в Алтуфьевском районе Северо-Восточного административного округа города Москвы. Проходит от и до Поморской улицы.

## Название
Проектируемый проезд № 4251 получил название современное название 26 июня 2013 года по проходящей рядом Поморской улице, которая, в свою очередь, названа по Поморью — исторической области на побережье Белого моря в связи с расположением в северной части Москвы.

## Описание
Поморский проезд начинается от Поморской улицы по правой стороне примерно на сердине её протяжённости и проходит на северо-запад и запад, упираясь в пути Савёловского направления Московской железной дороги, где поворачивает вдоль них на юг, выходя к концу Поморской улицы.

## Галерея

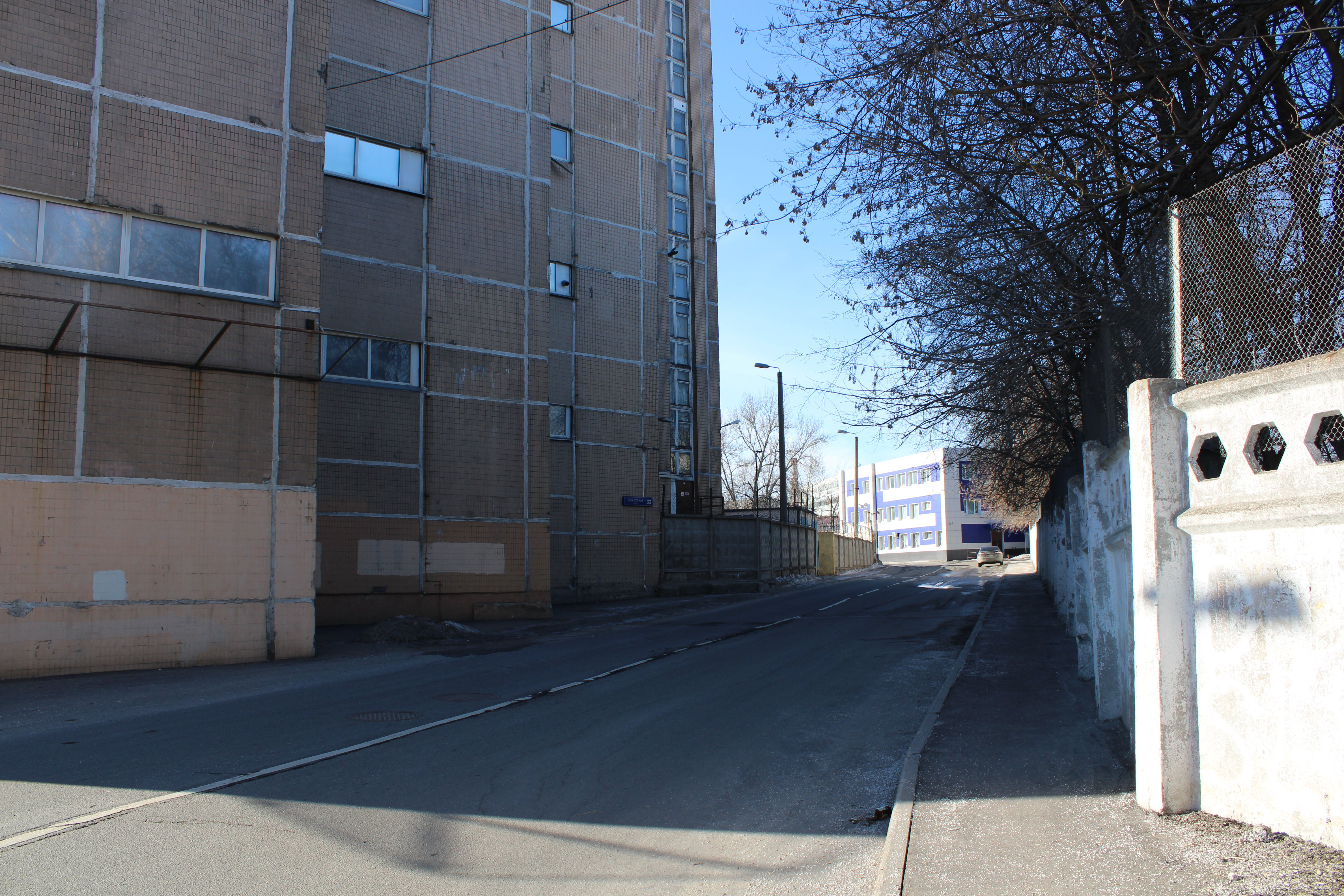
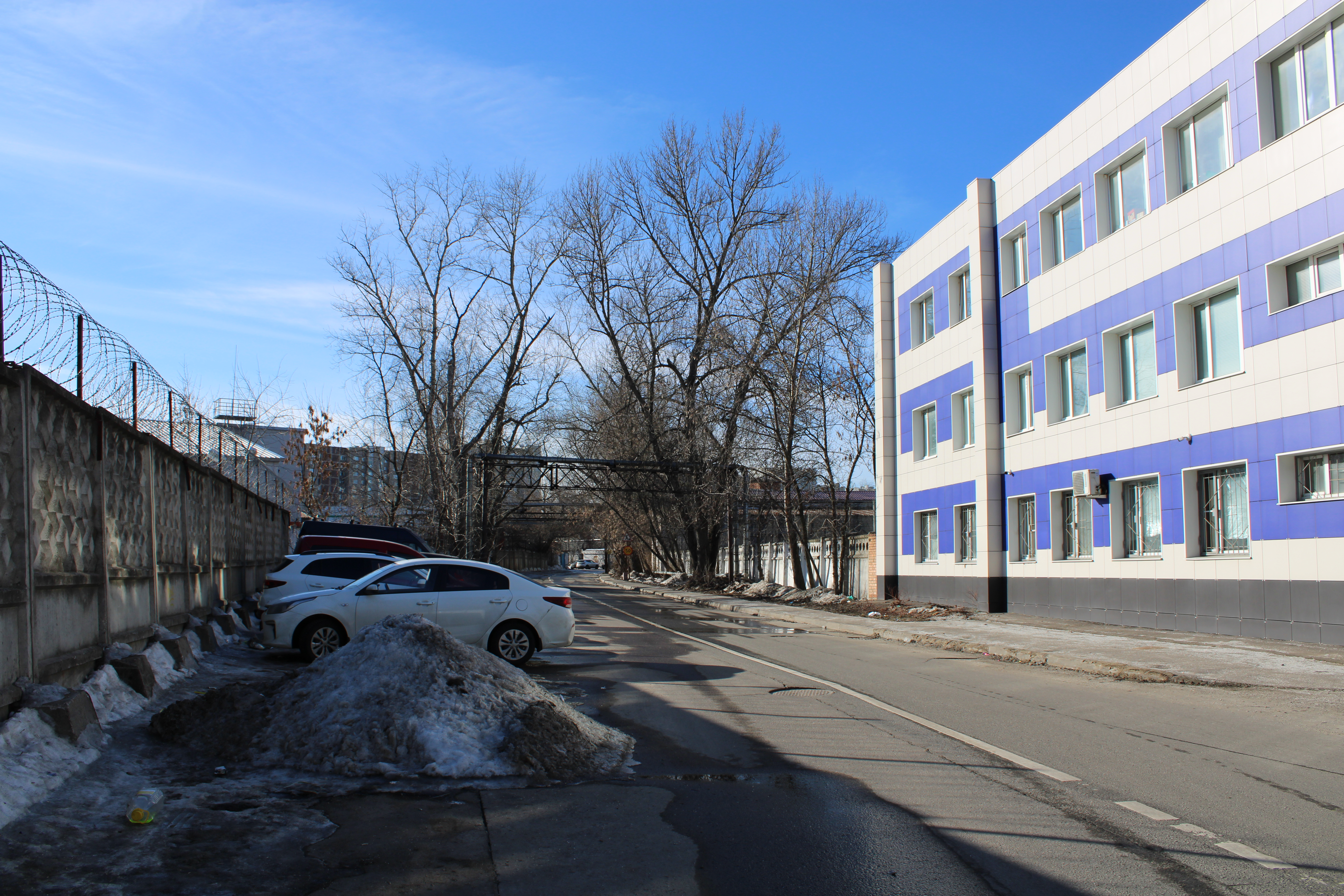
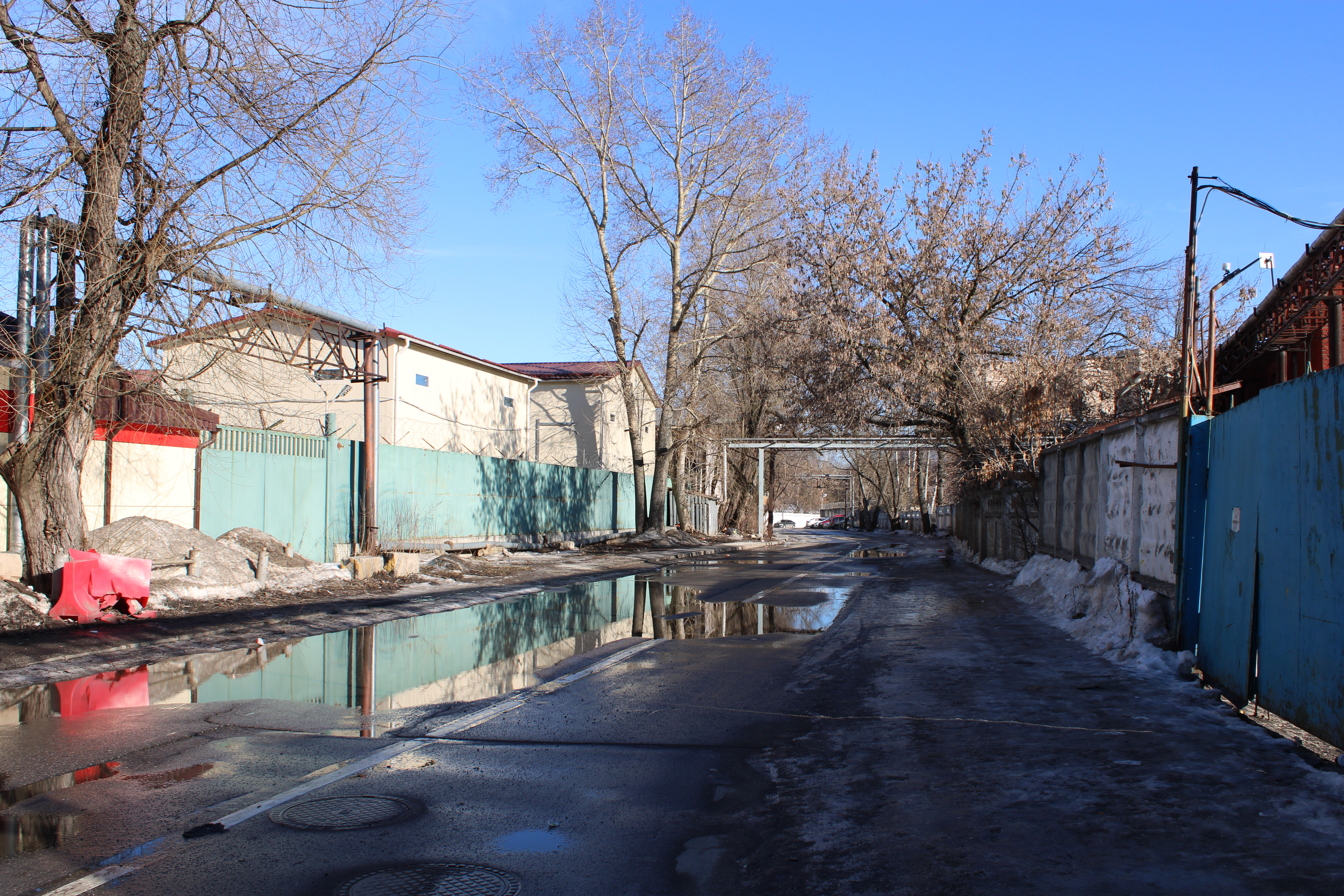
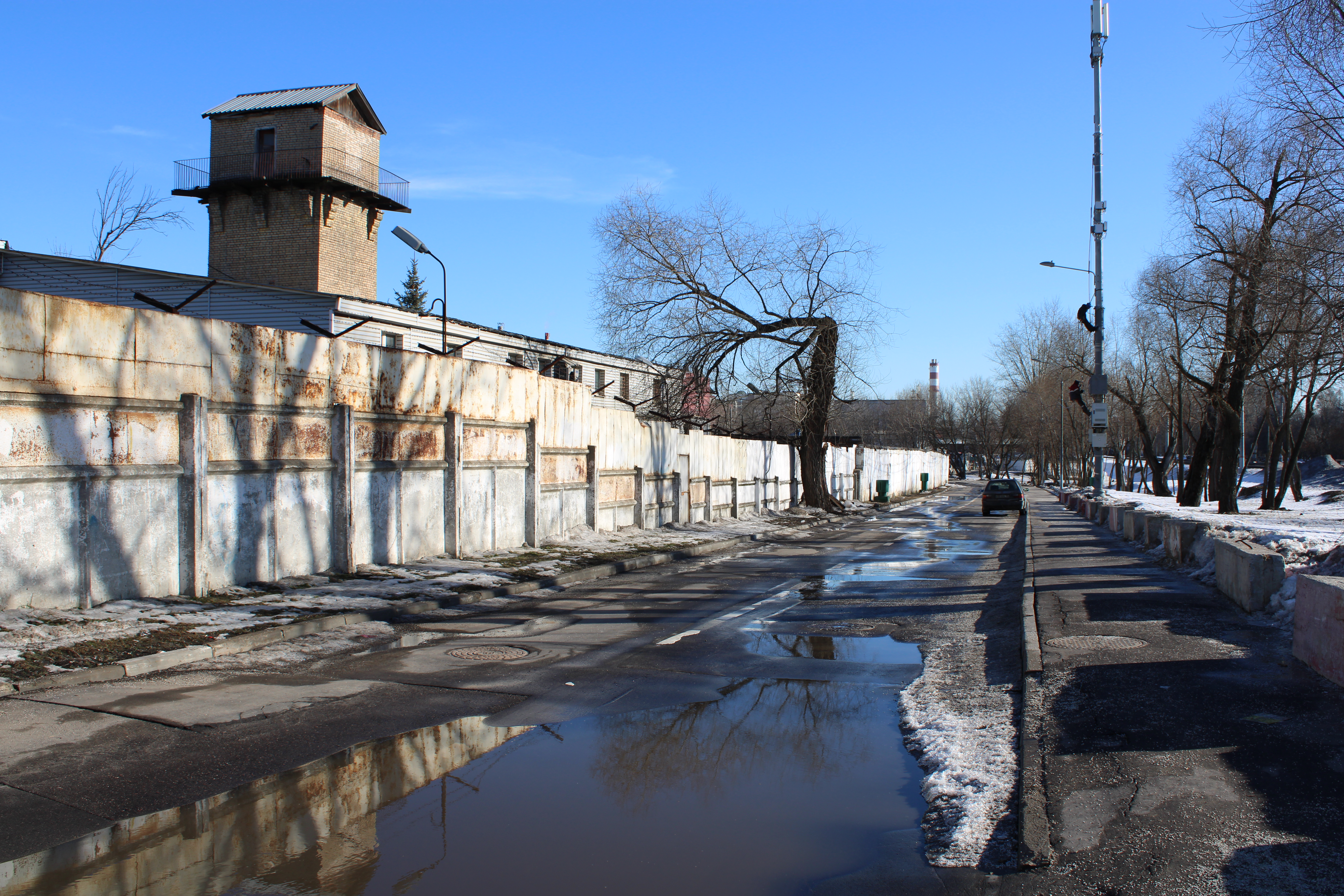